# Chacaicosaurus
Chacaicosaurus is een geslacht van uitgestorven neoichthyosaurische ichthyosauriërs bekend uit het Midden-Jura van Argentinië. Het enige bekende exemplaar van dit geslacht werd opgegraven in de Los Molles-formatie in de provincie Neuquén en is gehuisvest in het Museo Olsacher onder het exemplaarnummer MOZ 5803. Dit exemplaar bestaat uit een schedel, voorpoot, enkele wervels en enkele aanvullende postcraniale elementen. Het geslacht werd in 1994 door Marta Fernández benoemd en bevat als enige soort Chacaicosaurus cayi, waardoor het de eerste onderscheidende ichthyosauriër uit het Bajocien is. Het is een middelgrote ichthyosauriër met een zeer lange snuit, die langs elke kant een richel draagt. De voorpoten van Chacaicosaurus zijn klein en bevatten vier hoofdvingers.
Verschillende auteurs hebben Chacaicosaurus op verschillende manieren geclassificeerd; sommigen beschouwen het als een thunnosauriër die nauw verwant is aan de ophthalmosauriden, anderen plaatsen het in plaats daarvan buiten Thunnosauria, vaak in de buurt van Hauffiopteryx. Omdat het echter erg lijkt op Stenopterygius, classificeren sommige onderzoekers het in plaats daarvan binnen dat geslacht als Stenopterygius cayi, een plaatsing die oorspronkelijk door Fernández in 2007 werd gesuggereerd. Het enige bekende exemplaar van Chacaicosaurus lijkt een volwassene te zijn op basis van de vorm van zijn ledemaatbotten. Chacaicosaurus bewoonde open zeewateren die hij deelde met de ophthalmosauride ichthyosauriër Mollesaurus, evenals een plesiosauriër, een thalattosuchiër en verschillende ongewervelde dieren.

## Geschiedenis van ontdekking
In 1990 leidde Zulma Gasparini een opgravingsteam van het Museo Olsacher en het Museo de La Plata dat actief was in het Neuquén Basin van Argentinië in Patagonië. Ze hebben een gedeeltelijk skelet van een ichthyosauriër teruggevonden in de Chacaico Sur-vindplaats van de Los Molles-formatie, in het departement Zapala, in de provincie Neuquén. Dit exemplaar, met het inventarisnummer MOZ (staat voor Museo Olsacher) 5803, omvat een complete maar beschadigde schedel, zes wervels, een bot van de schoudergordel, het bovenste uiteinde van een opperarmbeen), een in verband liggende voorpoot, het bovenste uiteinde van een dijbeen en enkele extra vingerkootjes.
Marta S. Fernández benoemde de nieuwe soort Chacaicosaurus cayi in 1994 om MOZ 5803 te bevatten, dat als holotype dient en het enige bekende exemplaar van het geslacht is. De naam van het geslacht is afgeleid van de Chacaico Sur-vindplaats en sauros, Grieks voor 'hagedis', terwijl de soortaanduiding verwijst naar de Mapuche-zeegod Cay. Er zijn zeer weinig fossielen van ichthyosauriërs bekend uit het Aalenien tot Bathonien van het Midden-Jura, vergeleken met de overvloed aan ichthyosauriërmateriaal uit het Vroeg-Jura dat is ontdekt. Chacaicosaurus cayi was de eerste geldige ichthyosauriër uit dit tijdsinterval die een naam kreeg, en alle eerder benoemde soorten waren gebaseerd op overblijfselen die te beperkt waren om onderscheidend te zijn. Verdere ichthyosauriërs van deze tijd zijn sindsdien gevonden, waaronder Mollesaurus periallus uit dezelfde tijd en plaats als Chacaicosaurus en de Duitse Stenopterygius aaleniensis uit het Aalenien.

## Beschrijving
Chacaicosaurus is een middelgrote ichthyosauriër gezien de grootte van zijn schedel; hij lijkt aanzienlijk groter te zijn dan Stenopterygius. De schedels met lange snuit van ichthyosauriërs bevatten vergrote ogen. De ledematen van ichthyosauriërs werden gemodificeerd tot stijve vinnen en de lichamen van ichthyosauriërs uit het Jura waren gestroomlijnd en spoelvormig, met zeer korte nekken. Een neerwaartse buiging in de staart ondersteunde een halvemaanvormige staartvin en een rugvin gemaakt van zacht weefsel was aanwezig op de rug.

### Schedel
De schedel van het holotype is achtennegentig centimeter lang, terwijl de onderkaaksbeenderen negenennegentig centimeter lang zijn. De schedel draagt een smalle snuit die, kenmerkend, zwaar langwerpig is, tachtig procent van de lengte van de schedel beslaat, geleidelijk aflopend naar een punt aan de voorkant. Uniek onder ichthyosauriërs, draagt de snuit langwerpige, afgeronde richels die longitudinaal langs de premaxillae en neusholten lopen, met één richel aan elke kant. De craniale proporties van Chacaicosaurus zijn vergelijkbaar met die van andere langsnuitige ichthyosauriërs, zoals Eurhinosaurus, maar in tegenstelling tot dat geslacht heeft Chacaicosaurus geen overbeet. Het is een wat ongebruikelijk kenmerk dat volwassen chacaicosauriërs ofwel zeer gereduceerde tanden hadden of tandeloos zijn geweest.
De vergrote externe neusgaten van Chacaicosaurus zijn elk ongeveer tien centimeter lang en zijn niet bijzonder dicht bij de oogkassen geplaatst. De oogkassen van Chacaicosaurus zijn zeer slecht bewaard gebleven, dus hun omvang is onduidelijk. In de beschrijving van het geslacht schatte Fernández dat de sclerale ring (de ring van benige platen die de oogbol ondersteunt) een diameter had van ongeveer dertien centimeter. Ze beschouwde dit ook als een redelijke ruwe benadering van de breedte van de oogkas, en concludeerde dus dat Chacaicosaurus bijzonder kleine oogkassen had. Terwijl Ryosuke Motani in 1999 ook verklaarde dat de oogkassen klein waren, beschouwden Michael Maisch en Andreas Matzke in 2000 de oogkassen in plaats daarvan als bijzonder groot.
Het brede basioccipitale (achterste onderste hersenpan) van Chacaicosaurus mist een pinachtige uitsteeksel aan de voorkant. De oppervlakken op het basioccipitale voor articulatie met twee paar andere hersenpanbeenderen, de opisthotica en stapes, zijn beide schuin naar de bovenkant van de schedel gericht, waarbij het laatste paar achterover helt. De achterhoofdknobbel, de bult op de achterkant van de schedel voor de articulatie met de wervelkolom, is duidelijk afgebakend van de rest van het basioccipitale. Deze knobbel is niet bijzonder groot en neemt relatief weinig van de achterkant van het basioccipitale in beslag, met extra botoppervlak dat zich naar buiten en eronder uitstrekt.

### Postcraniaal skelet

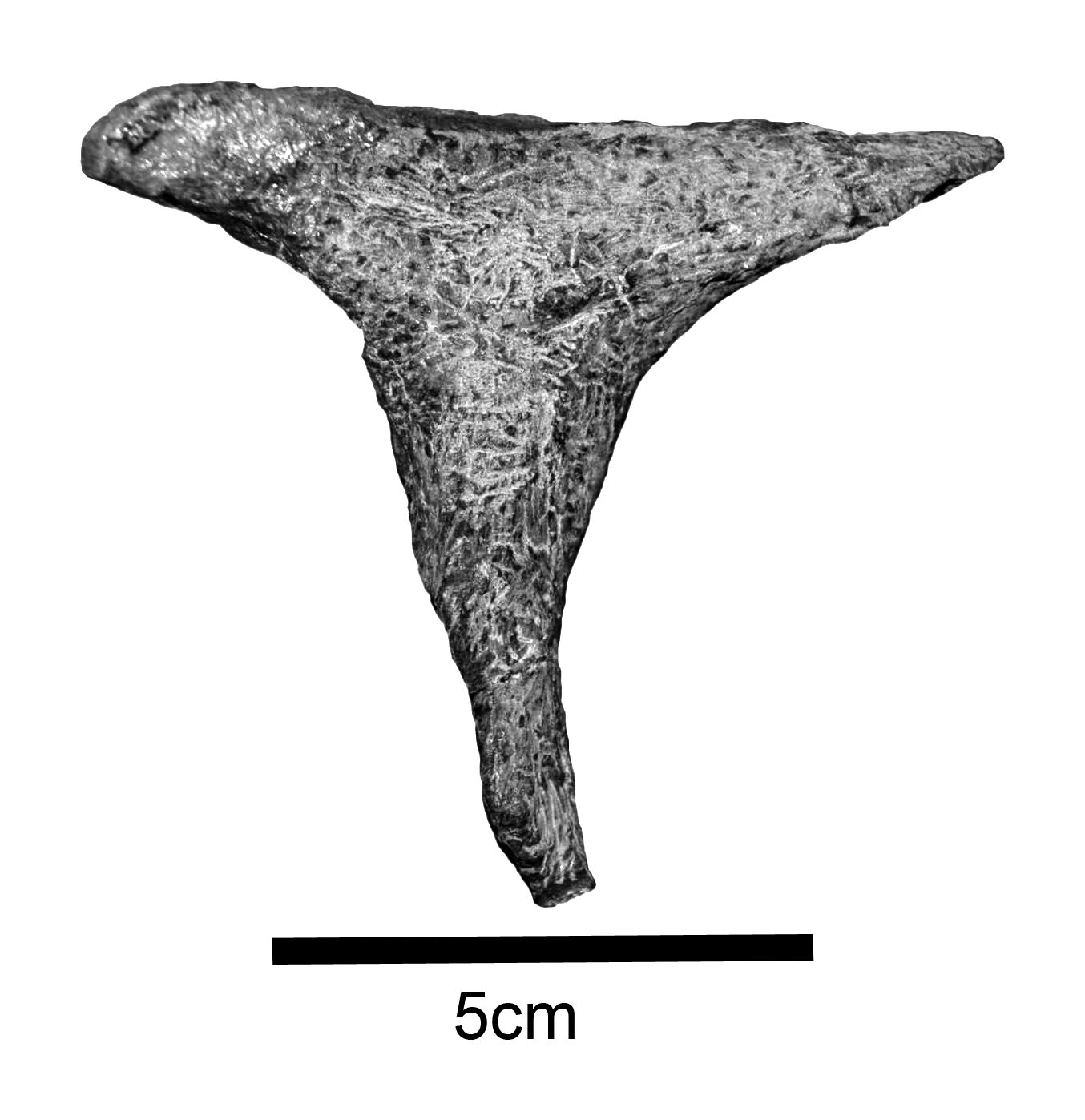
De interclavicula

De eerste halswervel, de atlas, heeft een driehoekig vlak voor articulatie met de schedel, en heeft een prominente kiel die langs het midden van de onderkant loopt. De cervicale centra (wervellichamen van de halswervels) dragen diepe depressies waar ze scharnieren met de wervelbogen, met de diapophyses (bovenste paren zijuitsteeksels die articuleren met de ribben) op dezelfde hoogte als deze facetten. Deze dwarsuitsteeksels zijn verbreed. De interclavicula (een schoudergordelbeen tussen de sleutelbeenderen) is in het midden erg breed, van waaruit de zijwaartse en achterwaartse uitsteeksels ontspruiten.
De smalle voorpoten van Chacaicosaurus zijn vrij klein in vergelijking met zijn schedel, en lijken sterk op die van Stenopterygius. Het spaakbeen (voorste onderarmbeen) heeft een incisie aan de voorkant, evenals de zeven bovenste botten in de vinger eronder. Het spaakbeen is qua grootte vergelijkbaar met de ellepijp (achterste onderarmbeen), naast het middelste bovenste carpale (polsbeen), het intermedium. Hoewel de grens tussen de onderarmbeenderen kort is, zijn ze over de gehele lengte in contact, zonder opening ertussen. Het is duidelijk dat elke voorpoot van Chacaicosaurus vier primaire vingers bevat, waarvan de langste ten minste veertien elementen bevat. De voorste van deze vingers komt voort uit het voorste bovenste carpale, het radiale, de tweede uit het intermedium en de achterste twee uit het achterste bovenste carpale, de ellepijp. Terwijl de vingerkootjes veelhoekig beginnen, worden ze steeds kleiner en afgerond naar de punt van de flipper toe, waar de vingers minder dicht opeengepakt zijn. De vingerkootjes zijn ook erg dik en balkvormig. Achter de vier primaire vingers bevindt zich nog een bijkomende vinger, een nieuwvorming die eindigt voordat hij de pols bereikt.

## Fylogenie
In de oorspronkelijke beschrijving uit 1994 vond Fernández Chacaicosaurus niet vergelijkbaar met andere ichthyosauriërs uit het Jura, en zag zij er daarom van af Chacaicosaurus aan een familie toe te wijzen. In 1999 publiceerde Fernández de resultaten van een fylogenetische analyse waaruit bleek dat de naaste verwant van Chacaicosaurus Stenopterygius was. Deze twee geslachten werden voorlopig door Fernández in Ichthyosauridae geplaatst, samen met Ichthyosaurus, Ophthalmosaurus en Mollesaurus, hoewel ze opmerkte dat deze classificatie nog steeds voorlopig was omdat de verwantschappen tussen ichthyosauriërs uit het Jura slecht werden begrepen. Een studie van Motani, gepubliceerd in 1999, probeerde de verwantschappen tussen ichthyosauriërs beter te begrijpen door middel van een fylogenetische analyse. Hoewel hij Chacaicosaurus niet in deze analyse opnam, wees hij het toe aan de groep Thunnosauria, daarbij verwijzend naar overeenkomsten tussen zijn snuit en voorpoot en die van Stenopterygius acutirostris (een soort die sindsdien is toegewezen aan Temnodontosaurus). Een jaar later voerden Maisch en Matzke ook een fylogenetische analyse uit van ichthyosauriërverwantschappen, hoewel Chacaicosaurus opnieuw niet in de analyse werd opgenomen. Ze beschouwden de schedel van Chacaicosaurus als vergelijkbaar met die van Ophthalmosaurus, maar de voorpoten leken veel meer op die van Stenopterygius. Opmerkend dat Chacaicosaurus leefde na Stenopterygius maar vóór Ophthalmosaurus, achtten de onderzoekers het mogelijk dat Chacaicosaurus een tussenvorm was tussen de twee geslachten. Vanwege zijn gelijkenis met Stenopterygius, plaatsten Maisch en Matzke het in de familie Stenopterygiidae binnen de Thunnosauria. Ze achtten het ook mogelijk dat Chacaicosaurus cayi, in plaats van tot zijn eigen geslacht te behoren, een afgeleid lid van Stenopterygius zou kunnen zijn, maar beschouwden het bewijs onvoldoende om de twee geslachten te combineren. Echter, in 2007, beschouwde Fernández de verschillen tussen Chacaicosaurus en Stenopterygius onvoldoende, en maakte ze synoniem met Chacaicosaurus cayi met Stenopterygius cayi als resultaat. In 2010, Maisch behield Chacaicosaurus als een apart geslacht, toegewezen aan Stenopterygiidae naast Stenopterygius en Hauffiopteryx.
In 2011 voerden Valentin Fischer e.a. een cladistische analyse uit van thunnosaurische verwantschappen, inclusief Chacaicosaurus in hun analyse. Ze ontdekten dat het het zustertaxon (naaste verwant) van Ophthalmosauridae was, met Stenopterygius als de naaste verwant van deze groep, met een andere analyse in een onderzoek uit 2012, ook geleid door Fischer, en met een vergelijkbare plaatsing. Erin Maxwell e.a. bekritiseerden deze plaatsing echter in 2012, en merkten op dat de eigenschappen die Fischer en collega's in deze studies hadden gebruikt om Chacaicosaurus te koppelen aan Ophthalmosauridae ook werden gezien bij Stenopterygius, Chacaicosaurus als een synoniem van dat geslacht handhavend. Desalniettemin, toen Fischer e.a. in 2016 een nieuwe analyse construeerden en uitvoerden, ontdekten ze nog steeds dat Chacaicosaurus nauwer verwant was aan de Ophthalmosauridae dan Stenopterygius quadriscissus, hoewel Stenopterygius aaleniensis soms dichter bij de ophthalmosauriden werd gevonden dan Chacaicosaurus. Verdere herhalingen van deze analyse bleven een dergelijke plaatsing vinden, en een andere analyse uitgevoerd door Dirley Cortés e.a. in 2021 vond ook dat Chacaicosaurus dichter bij ophthalmosauriërs stond dan Stenopterygius quadriscissus. Niet alle analyses hebben echter een dergelijke plaatsing gevonden. Een studie door Benjamin Moon in 2017 vond dat het geen lid was van Thunnosauria, hoewel het nog steeds werd gevonden in Neoichthyosauria, de groep die alle post-Trias ichthyosauriërs omvat. Bovendien vonden analyses op basis van de dataset van 2016 van Cheng Ji e.a. ook dat Chacaicosaurus zich buiten de Thunnosauria bevond. In plaats daarvan werd gevonden dat het het zustertaxon van Hauffiopteryx was, met Leptonectes als het naaste geslacht.
Topologie van Zverkov en Jacobs, 2021:
|  | Stenopterygius quadriscissus |
|  | |
|  | \| \| Stenopterygius aaleniensis \| \| \| \| \| \| Chacaicosaurus cayi \| \| \| \| \| \| Ophthalmosauridae/Ophthalmosauria \| \| \| \| |
|  | |
|  | Stenopterygius aaleniensis |
|  | |
|  | Chacaicosaurus cayi |
|  | |
|  | Ophthalmosauridae/Ophthalmosauria |
|  | |

|  | Stenopterygius aaleniensis        |
|  |                                   |
|  | Chacaicosaurus cayi               |
|  |                                   |
|  | Ophthalmosauridae/Ophthalmosauria |
|  |                                   |

|  | Stenopterygius quadriscissus |
|  | |
|  | \| \| Stenopterygius aaleniensis \| \| \| \| \| \| Chacaicosaurus cayi \| \| \| \| \| \| Ophthalmosauridae/Ophthalmosauria \| \| \| \| |
|  | |
|  | Stenopterygius aaleniensis |
|  | |
|  | Chacaicosaurus cayi |
|  | |
|  | Ophthalmosauridae/Ophthalmosauria |
|  | |

|  | Stenopterygius aaleniensis        |
|  |                                   |
|  | Chacaicosaurus cayi               |
|  |                                   |
|  | Ophthalmosauridae/Ophthalmosauria |
|  |                                   |

|  | Stenopterygius quadriscissus |
|  | |
|  | \| \| Stenopterygius aaleniensis \| \| \| \| \| \| Chacaicosaurus cayi \| \| \| \| \| \| Ophthalmosauridae/Ophthalmosauria \| \| \| \| |
|  | |
|  | Stenopterygius aaleniensis |
|  | |
|  | Chacaicosaurus cayi |
|  | |
|  | Ophthalmosauridae/Ophthalmosauria |
|  | |

|  | Stenopterygius aaleniensis        |
|  |                                   |
|  | Chacaicosaurus cayi               |
|  |                                   |
|  | Ophthalmosauridae/Ophthalmosauria |
|  |                                   |

|  | Stenopterygius quadriscissus |
|  | |
|  | \| \| Stenopterygius aaleniensis \| \| \| \| \| \| Chacaicosaurus cayi \| \| \| \| \| \| Ophthalmosauridae/Ophthalmosauria \| \| \| \| |
|  | |
|  | Stenopterygius aaleniensis |
|  | |
|  | Chacaicosaurus cayi |
|  | |
|  | Ophthalmosauridae/Ophthalmosauria |
|  | |

|  | Stenopterygius aaleniensis        |
|  |                                   |
|  | Chacaicosaurus cayi               |
|  |                                   |
|  | Ophthalmosauridae/Ophthalmosauria |
|  |                                   |

|  | Stenopterygius quadriscissus |
|  | |
|  | \| \| Stenopterygius aaleniensis \| \| \| \| \| \| Chacaicosaurus cayi \| \| \| \| \| \| Ophthalmosauridae/Ophthalmosauria \| \| \| \| |
|  | |
|  | Stenopterygius aaleniensis |
|  | |
|  | Chacaicosaurus cayi |
|  | |
|  | Ophthalmosauridae/Ophthalmosauria |
|  | |

|  | Stenopterygius aaleniensis        |
|  |                                   |
|  | Chacaicosaurus cayi               |
|  |                                   |
|  | Ophthalmosauridae/Ophthalmosauria |
|  |                                   |

|  | Stenopterygius quadriscissus |
|  | |
|  | \| \| Stenopterygius aaleniensis \| \| \| \| \| \| Chacaicosaurus cayi \| \| \| \| \| \| Ophthalmosauridae/Ophthalmosauria \| \| \| \| |
|  | |
|  | Stenopterygius aaleniensis |
|  | |
|  | Chacaicosaurus cayi |
|  | |
|  | Ophthalmosauridae/Ophthalmosauria |
|  | |

|  | Stenopterygius aaleniensis        |
|  |                                   |
|  | Chacaicosaurus cayi               |
|  |                                   |
|  | Ophthalmosauridae/Ophthalmosauria |
|  |                                   |

|  | Stenopterygius quadriscissus |
|  | |
|  | \| \| Stenopterygius aaleniensis \| \| \| \| \| \| Chacaicosaurus cayi \| \| \| \| \| \| Ophthalmosauridae/Ophthalmosauria \| \| \| \| |
|  | |
|  | Stenopterygius aaleniensis |
|  | |
|  | Chacaicosaurus cayi |
|  | |
|  | Ophthalmosauridae/Ophthalmosauria |
|  | |

|  | Stenopterygius aaleniensis        |
|  |                                   |
|  | Chacaicosaurus cayi               |
|  |                                   |
|  | Ophthalmosauridae/Ophthalmosauria |
|  |                                   |

|  | Stenopterygius quadriscissus |
|  | |
|  | \| \| Stenopterygius aaleniensis \| \| \| \| \| \| Chacaicosaurus cayi \| \| \| \| \| \| Ophthalmosauridae/Ophthalmosauria \| \| \| \| |
|  | |
|  | Stenopterygius aaleniensis |
|  | |
|  | Chacaicosaurus cayi |
|  | |
|  | Ophthalmosauridae/Ophthalmosauria |
|  | |

|  | Stenopterygius aaleniensis        |
|  |                                   |
|  | Chacaicosaurus cayi               |
|  |                                   |
|  | Ophthalmosauridae/Ophthalmosauria |
|  |                                   |

Topologie van Bindellini en collega's, 2021.
|  | Temnodontosaurus                                                 |
|  |                                                                  |
|  | \| \| Excalibosaurus \| \| \| \| \| \| Eurhinosaurus \| \| \| \| |
|  |                                                                  |
|  | Excalibosaurus                                                   |
|  |                                                                  |
|  | Eurhinosaurus                                                    |
|  |                                                                  |

|  | Excalibosaurus |
|  |                |
|  | Eurhinosaurus  |
|  |                |

|  | Leptonectes solei        |
|  |                          |
|  | Leptonectes tenuirostris |
|  |                          |

|  | Hauffiopteryx  |
|  |                |
|  | Chacaicosaurus |
|  |                |

|  | Leptonectes solei        |
|  |                          |
|  | Leptonectes tenuirostris |
|  |                          |

|  | Hauffiopteryx  |
|  |                |
|  | Chacaicosaurus |
|  |                |

|  | Ichthyosaurus                                                        |
|  |                                                                      |
|  | \| \| Stenopterygius \| \| \| \| \| \| Ophthalmosauridae \| \| \| \| |
|  |                                                                      |
|  | Stenopterygius                                                       |
|  |                                                                      |
|  | Ophthalmosauridae                                                    |
|  |                                                                      |

|  | Stenopterygius    |
|  |                   |
|  | Ophthalmosauridae |
|  |                   |

|  | Leptonectes solei        |
|  |                          |
|  | Leptonectes tenuirostris |
|  |                          |

|  | Hauffiopteryx  |
|  |                |
|  | Chacaicosaurus |
|  |                |

|  | Leptonectes solei        |
|  |                          |
|  | Leptonectes tenuirostris |
|  |                          |

|  | Hauffiopteryx  |
|  |                |
|  | Chacaicosaurus |
|  |                |

|  | Ichthyosaurus                                                        |
|  |                                                                      |
|  | \| \| Stenopterygius \| \| \| \| \| \| Ophthalmosauridae \| \| \| \| |
|  |                                                                      |
|  | Stenopterygius                                                       |
|  |                                                                      |
|  | Ophthalmosauridae                                                    |
|  |                                                                      |

|  | Stenopterygius    |
|  |                   |
|  | Ophthalmosauridae |
|  |                   |

|  | Leptonectes solei        |
|  |                          |
|  | Leptonectes tenuirostris |
|  |                          |

|  | Hauffiopteryx  |
|  |                |
|  | Chacaicosaurus |
|  |                |

|  | Leptonectes solei        |
|  |                          |
|  | Leptonectes tenuirostris |
|  |                          |

|  | Hauffiopteryx  |
|  |                |
|  | Chacaicosaurus |
|  |                |

|  | Ichthyosaurus                                                        |
|  |                                                                      |
|  | \| \| Stenopterygius \| \| \| \| \| \| Ophthalmosauridae \| \| \| \| |
|  |                                                                      |
|  | Stenopterygius                                                       |
|  |                                                                      |
|  | Ophthalmosauridae                                                    |
|  |                                                                      |

|  | Stenopterygius    |
|  |                   |
|  | Ophthalmosauridae |
|  |                   |

|  | Leptonectes solei        |
|  |                          |
|  | Leptonectes tenuirostris |
|  |                          |

|  | Hauffiopteryx  |
|  |                |
|  | Chacaicosaurus |
|  |                |

|  | Leptonectes solei        |
|  |                          |
|  | Leptonectes tenuirostris |
|  |                          |

|  | Hauffiopteryx  |
|  |                |
|  | Chacaicosaurus |
|  |                |

|  | Ichthyosaurus                                                        |
|  |                                                                      |
|  | \| \| Stenopterygius \| \| \| \| \| \| Ophthalmosauridae \| \| \| \| |
|  |                                                                      |
|  | Stenopterygius                                                       |
|  |                                                                      |
|  | Ophthalmosauridae                                                    |
|  |                                                                      |

|  | Stenopterygius    |
|  |                   |
|  | Ophthalmosauridae |
|  |                   |

|  | Temnodontosaurus                                                 |
|  |                                                                  |
|  | \| \| Excalibosaurus \| \| \| \| \| \| Eurhinosaurus \| \| \| \| |
|  |                                                                  |
|  | Excalibosaurus                                                   |
|  |                                                                  |
|  | Eurhinosaurus                                                    |
|  |                                                                  |

|  | Excalibosaurus |
|  |                |
|  | Eurhinosaurus  |
|  |                |

|  | Leptonectes solei        |
|  |                          |
|  | Leptonectes tenuirostris |
|  |                          |

|  | Hauffiopteryx  |
|  |                |
|  | Chacaicosaurus |
|  |                |

|  | Leptonectes solei        |
|  |                          |
|  | Leptonectes tenuirostris |
|  |                          |

|  | Hauffiopteryx  |
|  |                |
|  | Chacaicosaurus |
|  |                |

|  | Ichthyosaurus                                                        |
|  |                                                                      |
|  | \| \| Stenopterygius \| \| \| \| \| \| Ophthalmosauridae \| \| \| \| |
|  |                                                                      |
|  | Stenopterygius                                                       |
|  |                                                                      |
|  | Ophthalmosauridae                                                    |
|  |                                                                      |

|  | Stenopterygius    |
|  |                   |
|  | Ophthalmosauridae |
|  |                   |

|  | Leptonectes solei        |
|  |                          |
|  | Leptonectes tenuirostris |
|  |                          |

|  | Hauffiopteryx  |
|  |                |
|  | Chacaicosaurus |
|  |                |

|  | Leptonectes solei        |
|  |                          |
|  | Leptonectes tenuirostris |
|  |                          |

|  | Hauffiopteryx  |
|  |                |
|  | Chacaicosaurus |
|  |                |

|  | Ichthyosaurus                                                        |
|  |                                                                      |
|  | \| \| Stenopterygius \| \| \| \| \| \| Ophthalmosauridae \| \| \| \| |
|  |                                                                      |
|  | Stenopterygius                                                       |
|  |                                                                      |
|  | Ophthalmosauridae                                                    |
|  |                                                                      |

|  | Stenopterygius    |
|  |                   |
|  | Ophthalmosauridae |
|  |                   |

|  | Leptonectes solei        |
|  |                          |
|  | Leptonectes tenuirostris |
|  |                          |

|  | Hauffiopteryx  |
|  |                |
|  | Chacaicosaurus |
|  |                |

|  | Leptonectes solei        |
|  |                          |
|  | Leptonectes tenuirostris |
|  |                          |

|  | Hauffiopteryx  |
|  |                |
|  | Chacaicosaurus |
|  |                |

|  | Ichthyosaurus                                                        |
|  |                                                                      |
|  | \| \| Stenopterygius \| \| \| \| \| \| Ophthalmosauridae \| \| \| \| |
|  |                                                                      |
|  | Stenopterygius                                                       |
|  |                                                                      |
|  | Ophthalmosauridae                                                    |
|  |                                                                      |

|  | Stenopterygius    |
|  |                   |
|  | Ophthalmosauridae |
|  |                   |

|  | Leptonectes solei        |
|  |                          |
|  | Leptonectes tenuirostris |
|  |                          |

|  | Hauffiopteryx  |
|  |                |
|  | Chacaicosaurus |
|  |                |

|  | Leptonectes solei        |
|  |                          |
|  | Leptonectes tenuirostris |
|  |                          |

|  | Hauffiopteryx  |
|  |                |
|  | Chacaicosaurus |
|  |                |

|  | Ichthyosaurus                                                        |
|  |                                                                      |
|  | \| \| Stenopterygius \| \| \| \| \| \| Ophthalmosauridae \| \| \| \| |
|  |                                                                      |
|  | Stenopterygius                                                       |
|  |                                                                      |
|  | Ophthalmosauridae                                                    |
|  |                                                                      |

|  | Stenopterygius    |
|  |                   |
|  | Ophthalmosauridae |
|  |                   |

## Paleobiologie
Ichthyosauriërs waren goed aangepast aan het leven in het water, maar moesten nog steeds lucht inademen. Terwijl sommige van de eerdere ichthyosauriërs zouden hebben gezwommen door te golven als palingen, waren ichthyosauriërs uit het Jura minder langwerpig en meer gestroomlijnd, en in plaats daarvan zouden ze carangiforme of thunniforme zwembewegingen hebben gebruikt, waarbij het dier naar voren werd voortgestuwd door zijwaartse beweging van de staart, vergelijkbaar met de huidige tonijnen. Omdat deze ichthyosauriërs snelle zwemmers zouden zijn geweest, konden ze hun prooi achtervolgen in plaats van erop te wachten, en ze vooral op het zicht vinden met hun enorme ogen. In tegenstelling tot de huidige reptielen, hadden ichthyosauriërs een hoog metabolisme en zouden ze in staat zijn geweest om hun lichaamstemperatuur te reguleren. Ichthyosauriërs legden geen eieren, omdat ze niet op het land konden kruipen; in plaats daarvan baarden ze onder water levende jongen. Naarmate ichthyosauriërs groeiden, veranderde hun botanatomie. Twee kenmerken van het holotype van Chacaicosaurus, de sterke insnijdingen aan de voorrand van de voorpoot en het afgeronde boveneinde van het opperarmbeen duiden op volwassenheid, dus Fernández beschouwde het skelet als van een volwassene.

## Paleo-omgeving
De Los Molles-formatie, de rotseenheid waarin Chacaicosaurus werd gevonden, is een afzetting van de Cuyo-groep. Hoewel deze formatie, die op sommige plaatsen tot tweeduizend meter dik kan zijn, bestaat uit gesteente dat is afgezet uit het Pliensbachien van het Vroeg- tot het Callovien van het Midden-Jura, is Chacaicosaurus alleen bekend uit de zone met de ammoniet Emileia giebeli, daterend uit het vroege deel van de Bajocien, een fase die duurde van ongeveer 170,3 tot 168,3 miljoen jaar geleden. De rotsen in deze regio zijn meestal mergel en donkere leisteen, hoewel er ook wat zandsteen is. Turbidieten, gevormd door sediment dat is afgezet door stromingen diep onder water, zijn aanwezig. Men denkt dat deze lagen zijn gevormd in een open oceaanomgeving, waarbij de zeespiegel toentertijd daalde. Stuifmeel gevonden in de formatie geeft aan dat het klimaat destijds warm was, met zowel vochtige als droge omstandigheden op de nabijgelegen landmassa.
Naast Chacaicosaurus zijn drie andere mariene reptielen gevonden in de Los Molles-formatie: de ophthalmosauride ichthyosauriër Mollesaurus, de rhomaleosauride plesiosauriër Maresaurus en een metriorhynchide thalattosuchiër. Net als Chacaicosaurus leefden deze drie mariene reptielen ook tijdens het vroege Bajocien en ze waren allemaal goed aangepast aan het leven in zee. Chacaicosaurus leefde kort na een faunale omwenteling in het voorgaande Aalenien, waarbij zowel plesiosauriërs als ichthyosauriërs werden aangetast. Onder de ichthyosauriërs werden ophthalmosauriden de dominante groep, terwijl de niet-ophthalmosauride neoichthyosauriërs, de groep waartoe Chacaicosaurus behoort, sterk achteruitging. Ongewervelde dieren van die tijd omvatten ammonieten, tweekleppigen, brachiopoden en ostracoden, en de microscopische foraminiferen waren ook aanwezig. Al deze groepen waren in die tijd overvloedig en divers, maar terwijl de tweekleppigen en brachiopoden het hoogste aantal soorten hadden in het Midden-Jura van de regio, waren de andere groepen in verval.